# هنري لينكولن
هنري لينكولن (بالإنجليزية: Henry Lincoln)‏ (و. 1930 – م) هو كاتِب، وممثل، وكاتب سيناريو، وروائي، وصحفي، وكاتب خيال علمي، من المملكة المتحدة، ولد في لندن.

## التعليم
تعلم في الأكاديمية الملكية للفنون المسرحية، في تخصص تمثيل.

## وصلات خارجية
- هنري لينكولن على موقع IMDb (الإنجليزية)
- هنري لينكولن على موقع ميوزك برينز (الإنجليزية)
- هنري لينكولن على موقع ديسكوغز (الإنجليزية)
- هنري لينكولن على موقع قاعدة بيانات الفيلم (الإنجليزية)